# Ньюкасл (Южный Дублин)
Ньюка́сл (англ. Newcastle; ирл. An Caisleán Nua, Ан-Кашлян-Нуа) — (переписной) посёлок в Ирландии, находится в графстве Южный Дублин (провинция Ленстер).
Название Ньюкасл (дословно новый замок) произошло от строительства нового замка после первого вторжения англов на территорию. До этого местность носила название Лимерин (англ. Lymerhin). Чтобы отличать город от других со схожими названиями Ньюкасл в Южном Дублине часто называют Newcastle Lyons.

## История
До появления англов в 1169 году местность принадлежала Mac Giolla Mo-Cholmóc. После вторжения земляные фортификационные сооружения были выровнены, а прежний владелец получил обратно часть земли на условиях феодального землевладения. Позднее большая часть земли была потеряна, так как король Англии решил построить здесь королевский особняк. Документы 1235 показывают, что земли вокруг Ньюкасла приносили хороший доход от продажи кукурузы, шерсти, сыра, овчины и шкур быков. Примерно в это время король дал указание сдавать земли в аренду по максимально возможной стоимости.
В XVI веке Ньюкасл был значимым местом. Земля принадлежала графам Килдэр, на ней находилось не менее шести замков, в которых располагался гарнизон. Король Джеймс I в 1613 году назвал Ньюкасл одной из лучших деревень Дублина и повысил статус. Ньюкасл в то время управлялся магистратом, каждый четверг в деревне устраивался базар. После восстания 1641 года в Ньюкасле была расположена штаб-квартира ирландской армии в графстве Дублин. По некоторым оценкам численность вооружённых людей достигала 5000 человек. Однако, когда в 1642 году правительство решило вернуть земли и направило в Ньюкасл 2000 пеших и 300 конных, обнаружилось что все жители вместе с имуществом были эвакуированы. Правительственные войска отступили, а потом неожиданно вернулись через несколько дней. Ньюкасл был разграблен, несколько человек повешено.
В XVIII веке основу благополучия региона составлял расположенный в миле большой канал. В XIX веке около канала была проложена железная дорога. В начале XX века в Ньюкасле был построен санаторий для больных туберкулёзом.

## Демография
Население — 1 506 человек (по переписи 2006 года). В 2002 году население было 1 160. 
Данные переписи 2006 года:
| Общие демографические показатели |               |                               |                               |      |      |
| Всё население                    | Всё население | Изменения населения 2002—2006 | Изменения населения 2002—2006 | 2006 | 2006 |
| 2002                             | 2006          | чел.                          | %                             | муж. | жен. |
| 1 160                            | 1 506         | 346                           | 29,8                          | 786  | 720  |

В нижеприводимых таблицах сумма всех ответов (столбец «сумма»), как правило, меньше общего населения населённого пункта (столбец «2006»). 
| Религия (Тема 2 — 5 : Число людей по религиям, 2006) |             |                |             |            |       |       |
| Католики, чел.                                       | Католики, % | Другая религия | Без религии | не указано | сумма | 2006  |
| 1 360                                                | 90,3        | 75             | 49          | 22         | 1 506 | 1 506 |

| Этно-расовый состав (Этничность. Тема 2 - 3 : Постоянное население по этническому или культурному происхождению, 2006) |            |              |       |        |        |            |       |       |
| Белые ирландцы | Лухт-шулта | Другие белые | Негры | Азиаты | Другие | Не указано | сумма | 2006  |
| 1 318 | 0          | 126          | 3     | 16     | 10     | 20         | 1 493 | 1 506 |
| Доля от всех отвечавших на вопрос, %                                                                                   |            |              |       |        |        |            |       |       |
| 88,3 | 0,0        | 8,4          | 0,2   | 1,1    | 0,7    | 1,3        | 100   | 99,11 |

1 — доля отвечавших на вопрос о языке от всего населения.
| Владение ирландским языком (Тема 3 — 1 : Число людей от 3 лет и старше по способности говорить по-ирландски, 2006) |      |            |       |       |
| Владеете ли Вы ирландским языком?                                                                                  |      |            |       |       |
| Да | Нет  | Не указано | сумма | 2006  |
| 570 | 849  | 33         | 1 452 | 1 506 |
| Доля от всех отвечавших на вопрос о языке, %                                                                       |      |            |       |       |
| 39,3 | 58,5 | 2,3        | 100   | 96,41 |

1 — доля отвечавших на вопрос о языке от всего населения.
| Использование ирландского языка (Тема 3 - 2 : Irish speakers aged 3 or over by frequency of speaking Irish, 2006) |                                                            |                                               |                                               |                                               |                                               |                                               |       |                                     |       |
| Как часто и где Вы говорите по-ирландски?                                                                         |                                                            |                                               |                                               |                                               |                                               |                                               |       |                                     |       |
| ежедневно, только в образовательных учреждениях                                                                   | ежедневно, как в образовательных учреждениях, так и вне их | в других местах (вне образовательной системы) | в других местах (вне образовательной системы) | в других местах (вне образовательной системы) | в других местах (вне образовательной системы) | в других местах (вне образовательной системы) | сумма | всего, отвечавших на вопрос о языке | 2006  |
| ежедневно, только в образовательных учреждениях                                                                   | ежедневно, как в образовательных учреждениях, так и вне их | ежедневно                                     | каждую неделю                                 | реже                                          | никогда                                       | не указано                                    | сумма | всего, отвечавших на вопрос о языке | 2006  |
| 84 | 3                                                          | 13                                            | 39                                            | 249                                           | 169                                           | 13                                            | 570   | 1 452                               | 1 506 |
| Доля от всех отвечавших на вопрос о языке, %                                                                      |                                                            |                                               |                                               |                                               |                                               |                                               |       |                                     |       |
| 5,8 | 0,2                                                        | 0,9                                           | 2,7                                           | 17,1                                          | 11,6                                          | 0,9                                           | 39,3  | 100                                 |       |

| Типы частных жилищ (Тема 6 - 1(a) : Число частных домовладений по типу размещения, 2006) |          |         |                 |            |       |       |
| Отдельный дом                                                                            | Квартира | Комната | Переносные дома | не указано | сумма | 2006  |
| 486                                                                                      | 51       | 0       | 6               | 7          | 550   | 1 506 |

## Достопримечательности
В Ньюкасле сохранились земляные укрепления, которые предположительно относятся к началу нашествия норманов. Укрепления можно увидеть во дворе протестантской церкви святого Финиана, которая была построена в начале XV века. Церковь названа именем святого, который в VI веке основал поблизости монастырь. В церкви одни из самых старых застеклённых окон в Ирландии.
В Ньюкасле находится футбольное поле, которое упоминалось в средневековых хрониках в связи с первыми упоминаниями футбола и иных игр с мячом в Ирландии.